# Louis Somer

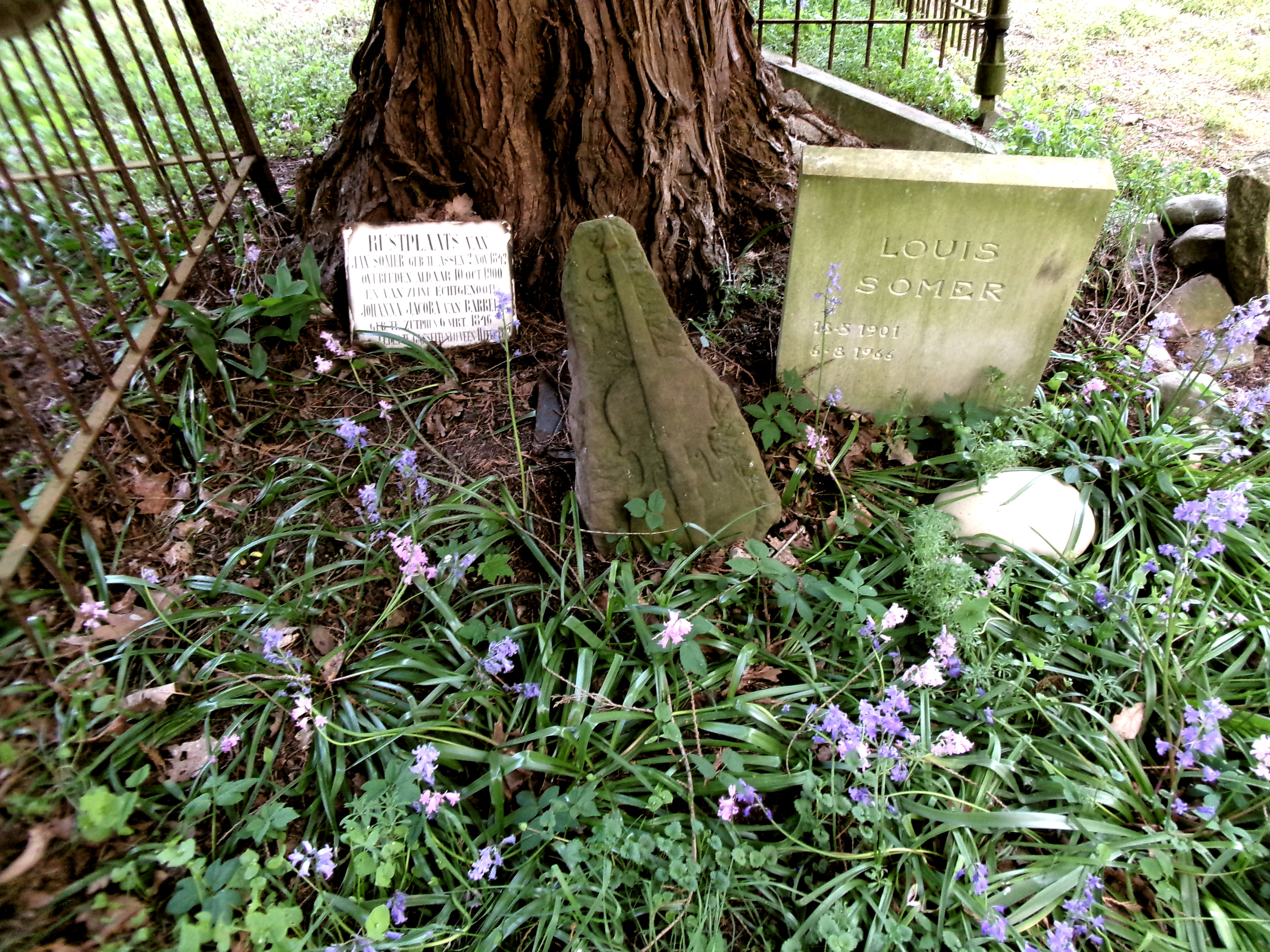
Het graf van Louis Somer op de Zuiderbegraafplaats in Assen

Louis Henri Somer (Assen, 13 mei 1901 - Groningen, 6 augustus 1966) was een Nederlands violist en componist.

## Opleiding
Hij kreeg zijn eerste vioolonderwijs van E. Clemens Schröner en studeerde vervolgens bij Alexander Schmuller aan het Conservatorium van Amsterdam. Een staatsstipendium stelde hem in staat zijn studie te voltooien bij professor Bram Eldering in Keulen en bij Lucien Capet in Parijs. Als componist was hij hoofdzakelijk autodidact.

## Werkzaamheden
Louis Somer werd op zijn 25e jaar eerste concertmeester van het Philharmonisch Orkest in Stuttgart, en was daarna enige jaren concertmeester bij de radio in Hilversum. Vanaf 1946 was hij eerste concertmeester van de Groninger Orkest Vereniging. Als solist trad Somer met de meeste Nederlandse orkesten op, onder andere met het Concertgebouworkest. Hij introduceerde Nederlandse muziek in Parijs en trad als kamermuziekspeler op met o.a. Theo van der Pas, Gerard Hengeveld, George van Renesse en Felix de Nobel.

## Composities
- Scène de Pan et les Nymphes voor orkest (1925-1926)
- Twee strijkkwartetten uit 1935 en 1938
- Pastorale voor cello en piano (1938)
- Sonatine voor viool en piano (1940)
- Passacaglia en fuga voor orkest (1940)
- Symfonische muziek voor Orkest (1943)
- Ouverture voor Shakespeare 's blijspel "Driekoningenavond" (1944-1945)
- Vijf voorspelen voor P. C. Hooft 's Granida (1947)
- Divertimento voor fluit, hobo, klarinet, harp en orkest (1948-1949)
- Concert voor viool en orkest in g kl. terts (1950-1951)
- Variaties en Finale op het volkslied van Richard Hol "In een blauw geruite kiel" (1954)

## Prijs
In 1953 kreeg Louis Somer de Culturele prijs van de provincie Groningen voor zijn compositorische arbeid.
- International Standard Name Identifier: 0000 0003 6656 192X
- Library of Congress Control Number: no2012006037
- Nederlandse Thesaurus van Auteursnamen: 303119551
- Virtual International Authority File: 230058924
- WorldCat: E39PBJwdftKQ7xHT4crM4q7j4q